# Plexaura kukenthali
Plexaura kukenthali är en korallart som beskrevs av Moser 1921. Plexaura kukenthali ingår i släktet Plexaura och familjen Plexauridae. Inga underarter finns listade i Catalogue of Life.